# 國際刑事法

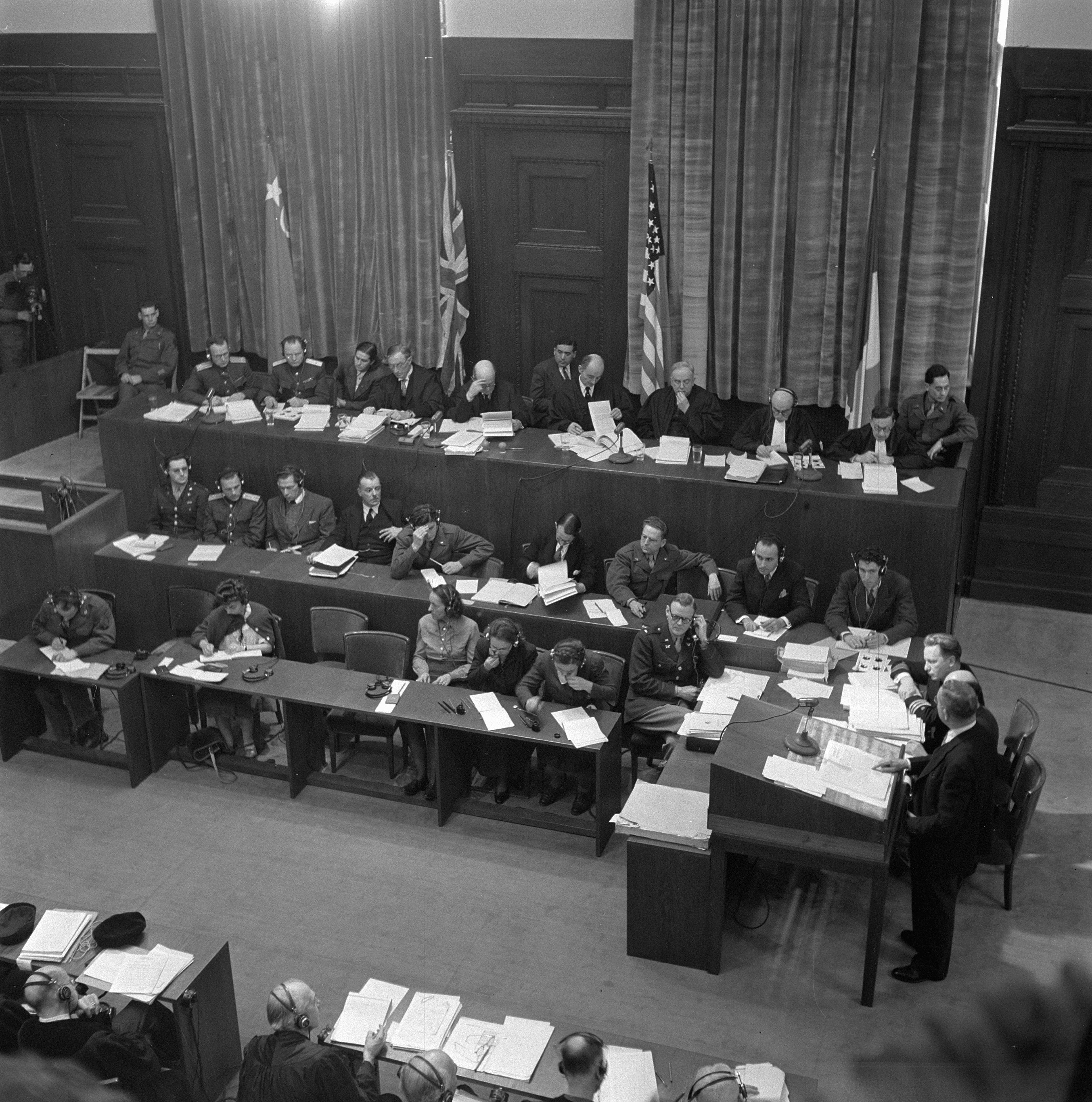
纽伦堡国际军事法庭是首个适用国际刑事法的法院。

国际刑事法 (ICL) 是一套旨在禁止某些被普遍视为严重暴行的行为的国际公法，并对实施这些行为的人进行刑事追究。国际法中的核心罪行包括种族灭绝、战争罪、危害人类罪和侵略罪。
传统的国际法仅规范了国家之间的关系、权利和责任。但二战之后，国际军事法庭宪章和随后的纽伦堡审判，直接对个人实施了国际法禁令，这改变了国际法。首批被追究的个人是战败的纳粹德国领导人，自此开创了国际刑事法。在搁置数十年后，国际刑事法再次在1990年代被应用，以应对南斯拉夫战争罪和卢旺达种族灭绝，最终在2001年设立了永久性的国际刑事法院。

## 背景
国际刑事法可以被视为国际社会应对最严重暴行一种的尝试。它并不制定类似国内法那样的精细、微妙的区分，因为这样会使人们的关注焦点从那些令人发指的大规模暴行上转移。这样在法律体系中会产生明显的分析差异，特别是在法律意图的概念上。

## 历史
尽管在第一次世界大战之前就已有一些国际刑事法的先例，然而真正国际化的审判法庭是在这之后才设想出来的，以审判在这期间犯下罪行的肇事者。因此，凡尔赛条约规定，应该成立一个国际法庭来审判德意志皇帝威廉二世。但威廉二世最终在荷兰获得了庇护。在第二次世界大战后，同盟国成立了一个国际法庭审判战争罪，以及纳粹德国和大日本帝国犯下的危害人类罪。纽伦堡法庭于1945年举行了第一次会议，并于1946年9月30日至10月1日宣判了判决。类似的法庭也设立了用于审判日本战争罪行（即远东国际军事法庭）。该法庭从1946年运作至1948年。
在波斯尼亚战争爆发后，联合国安理会于1993年成立了前南斯拉夫问题国际刑事法庭 (ICTY)，而在卢旺达种族灭绝后，安理会于1994年成立了卢旺达问题国际刑事法庭。国际法委员会在1993年开始籌建永久性的国际刑事法院（ICC）；並于1998年在罗马签署了建立ICC的罗马规约。ICC于2005年发出了第一份逮捕令。

## 国际刑事法的来源
国际刑事法是国际法的一部分，因此国际法的来源也是它的来源。经典的来源列举可以在1946年国际法院规约的第38(1)条找到，它包括：条约、国际习惯法、法律的一般原则（以及作为附属来源的司法判决和最具资格的法学著作）。国际刑事法院规约包含了法院可以依赖的一套类似但不完全相同的来源。
某个案件适用的规则或原则，将取决于主持案件的机构类型。国家法院可能不会必然适用国际法的规则和原则，而国际法庭可能会这么做。特定法庭所适用的法律可能因法庭的规约而异。如果有授权，他们可能也会应用国家法律，例如塞拉利昂特别法庭。

## 国际法下的核心罪行
国际法下的核心罪行包括战争罪、种族灭绝、危害人类罪和侵略罪。
战争罪是违反战争法的条约或规定的行为，这些行为会使个人在与武装冲突相关的行为中承担刑事责任。这些行为包括蓄意杀害、折磨、强奸，或劫持受保护的人作为人质；不必要地毁坏受保护的平民财产；通过伪诈实施欺骗；以及掠夺。此外，如果指挥系统下达了下列命令：大规模杀戮，包括种族灭绝或对受保护的人进行民族清洗；在投降后不予留情；强征儿童入伍；以及违反法律的区分原则、比例原则和军事必要原则，那么指挥系统中的所有人都要承担战争罪的责任。